# 真波紫乃
真波 紫乃（まなみ しの）は、日本のAV女優。所属は不明。2013年頃 に福山　香織(ふくやま　かおり)に
改名し、所属も大穴プロダクション に移籍。
身長:167cm。スリーサイズ:B86(D)・W60・H86としていたが、
改名後のプロフィールは生年月日：1970年7月20日生まれ、身長:167cm、スリーサイズはB:88cm(D) W:60cm H:88cm S:23.5cmとなっている。

## 略歴・人物
2009年にデビューした熟女系のAV女優である。

## 出演作品

### アダルトビデオ
2009年
- 誘惑夫人 2 （4月10日、ドリームステージエンタテインメント）…共演:詩音
- ザ・面接 Vol.108 女社長は太いのがお好き 離婚妻 あそこ濡らしてごめんなさい （4月21日、アテナ映像）…共演:山口杏子、今仲えり、江東秋奈、滝沢あんな、松本さより、柏木みな、長瀬まお、佐伯加奈子
- 中出し近親相姦 母子熱愛 （5月7日、センタービレッジ）
- 月刊 初脱ぎ熟女 2009 6月号 （5月9日（レンタル）／6月12日（セル）、クリスタル映像）…オムニバス作品 他出演:北川優花、岩下えり、麻生恭子、山口杏子、秋野泉
- 中出し手ほどき 母子姦通 （5月14日、センタービレッジ）
- 続 友達の母親 （5月21日、センタービレッジ）
- 近親相姦 母と息子の肉欲交尾 （5月28日、センタービレッジ）
- 義母と叔母 第十四章 （6月15日、ネクストイレブン）…共演:佐藤美紀
- 熟女悶絶!! ズボぐちょ張り型チ○ポ自慰 （6月20日、ネクストイレブン）…オムニバス作品 他出演:夏木響子、松崎志津子、松田悠希、倉木小夜、白石かおる、緑川あずさ
- ようこそ催淫（アブナイ）世界へ 10 快感階梯H24 （7月11日、アテナ映像）…共演:加々美涼、藤原江里子
- はじめてのおかあさん 8 （7月16日、タカラ映像）
- コスプレミセスのシゴキ （7月24日、Nadeshiko）…共演:神咲詩音
- 近親相姦 上京母 （7月25日、マドンナ）
- 女教師 紫乃 （8月13日、溜池ゴロー）
- 欲しがり妻 5 お尻にもちょーだい （8月22日（レンタル）／9月18日（セル）、クリスタル映像）…オムニバス作品 他出演:若林ひかる、倉木さゆり、小野里美、水希千里、杉本はるか
- 溜池ゴローを愛した女シリーズ 私、女として本当の悦びを知りました。 （9月8日、光夜蝶） ※「しの」名義
- 近親相姦 お母さんに膣中出し （10月3日、ルビー）
- 人妻専科 〜淑女達の艶かしい蜜戯〜 （11月19日、AROUND）…オムニバス作品 他出演:松原久美美、藤井あい
- お義母さんの突起乳首は勃起する… （12月19日、エマニエル）

2010年
- 結婚コンサルタントの女 （1月7日、マドンナ）
- 義母 紫乃 （1月13日、溜池ゴロー）